# Боньовиці
Боньовиці (пол. Boniowice, нім. Boniowitz) — село в Польщі, у гміні Зброславиці Тарноґурського повіту Сілезького воєводства.
Населення — 95 осіб (2011).
У 1975-1998 роках село належало до Катовицького воєводства.

## Демографія
Демографічна структура станом на 31 березня 2011 року:
|          | Загалом | Допрацездатний вік | Працездатний вік | Постпрацездатний вік |
| -------- | ------- | ------------------ | ---------------- | -------------------- |
| Чоловіки | 49      | 9                  | 36               | 4                    |
| Жінки    | 46      | 8                  | 30               | 8                    |
| Разом    | 95      | 17                 | 66               | 12                   |